# Joseph Chedid
Pour les articles homonymes, voir Selim (homonymie).
Joseph Chedid, également dit Selim, est un chanteur et musicien multi-instrumentiste français, né le 8 janvier 1986.
Au sein de la famille Chedid, il est le troisième enfant de Louis Chedid et le petit-fils de la femme de lettres Andrée Chedid. Sa fratrie est également connue du grand public comme son frère Matthieu Chedid alias M, Anna Chedid alias Nach et Émilie Chedid, qui est quant à elle réalisatrice et illustratrice.

## Biographie
Joseph Chedid apprend la guitare et la batterie à partir de treize ans, et il écrit ses premières chansons à l'âge de quatorze ans. Il a choisi comme nom de scène son deuxième prénom, en hommage aux origines égypto-libanaises de sa famille paternelle.
Il a collaboré avec son frère, Matthieu Chedid (alias -M-), notamment sur l'album Mister Mystère, avec sa sœur, Anna Chedid (alias Nach), et avec sa compagne Chat, mais aussi avec Brigitte Fontaine, Arthur H, Thierry Stremler, Mathieu Boogaerts et Luce.
En 2011, il participe à l'album de Johnny Hallyday Jamais seul, pour lequel il écrit la musique de la chanson Vous n’aurez pas ma peau et coécrit celle de Tanagra avec son frère Matthieu.
En 2014, il enregistre un premier album solo autoproduit, Maison Rock, dont il vend 550 exemplaires sur son site Internet, avant de sortir cet album en septembre 2015 sur le label Caroline. Le titre de l'album fait référence aux genres house et rock. Si Selim revendique « un état d’esprit rock », il y mélange aussi de la pop, de la musique électronique et des influences psychédéliques des années 1970, mais aussi un peu de musique orientale. Parmi ses influences, il cite Jimi Hendrix, King Crimson, Kurt Cobain et Nina Simone. Se disant à la fois « timide et survolté », il considère que son album reflète sa personnalité en étant un « mélange introverti, extraverti ». La quatrième chanson de son album, intitulée Marianne, est un hommage à sa mère, Marianne Chedid (dite Baïa), à laquelle son frère Mathieu avait déjà rendu hommage dans sa chanson Baïa sur l'album Îl. Celle intitulée Comme des chats a été écrite pour sa compagne, dont Chat est le nom de scène. Sa sœur aînée, Émilie Chedid, réalise pour lui le clip du titre Paranoia.
À partir de mai 2015, il participe à la tournée collective de la famille Chedid, aux côtés de son père Louis, de son frère Mathieu et de sa sœur Anna. Ils enregistrent ensuite l'album collectif Louis, Matthieu, Joseph et Anna Chedid.
Fin 2015, il entame sa première tournée solo, avec notamment un passage au Divan du Monde en novembre 2015 et à La Maroquinerie en février 2016.
Le 25 décembre 2018 sort la première partie de son nouvel album : Source. Le 24 janvier 2019, il se produit au Hasard ludique, à Paris. Composé de trois parties, Source, que l'artiste auto-produit, sort de façon complète le 21 juin 2019

## Discographie

### Collaborations
- 2011 : Jamais seul, album de Johnny Hallyday (composition de deux titres)
- 2015 : Louis, Matthieu, Joseph et Anna Chedid (album collectif avec son père, son frère et sa sœur)

## Distinction
- Victoires de la musique 2016 : nomination pour la Victoire du spectacle musical, tournée ou concert pour la tournée Louis, Matthieu, Joseph et Anna Chedid[7].